# 李俊俋
李俊俋（1965年7月6日—），中華民國政治人物，民主進步黨籍。曾任淡江大學兼任講師、行政院人事行政局參事、嘉義市副市長、銓敘部政務次長、總統府國策顧問兼憲改辦公室主任、總統府副秘書長、勞動部政務次長、監察院秘書長等。其父是在陳水扁政府時代有「國師」之稱的憲法專家、國立臺灣大學法律系教授李鴻禧。

## 從政
2011年5月25日，李俊俋獲民主進步黨徵召，代表民進黨參選2012年立法委員選舉對上時任中國國民黨立委江義雄，決戰嘉義市立法委員選舉區，最終以四百三十七票之差險勝。
2013年8月20日，李俊俋以民進黨立委身分與陳其邁舉辦「修憲廢監察院，才是治本之道」記者會，提出修改憲法以廢除監察院
。
2016年1月16日，李俊俋代表民進黨角逐2016年立法委員選舉，以7萬3,965票順利連任。
2016年7月15日，對於南海仲裁案認定太平島是岩礁，李俊俋表示「太平島周邊海域不是我國經濟海域，仲裁對漁民暫不影響，不要用義和團方式解決問題，要真正面對國際情勢，我國宣稱有太平島主權，非常明確，但有無必要在此時宣稱200海浬經濟海域，要有智慧。」
2019年4月25日，李俊俋在民進黨立委初選中以28.14%敗給時任嘉義市議員王美惠的34.33％，成為民進黨首位現任初選未過關的立委。
2020年2月6日，總統府宣布由前嘉義市立委李俊俋出任總統府副秘書長，並於2月10日凌晨0點起正式生效。
2022年6月28日，民進黨選對會宣布徵召李俊俋參選嘉義市市長，但其後未能勝選。
2023年1月31日，接任勞動部政務次長。
2023年10月1日，原監察院秘書長朱富美轉任司法院大法官，由李俊俋接任監察院秘書長。
2025年，由於李俊俋因監察院秘書長任內因公器私用等爭議，其透過文字聲明表達歉意並自請處分，後於6月1日引咎請辭。

## 爭議

### 公器私用
2025年5月，時任監察院秘書長李俊俋遭指控利用監察院公務車接送愛犬到寵物沙龍，而李俊俋透過文字聲明表達歉意並自請處分，後於6月1日引咎請辭。

## 獲獎與榮譽

### 中華民國勳章獎章
- 二等景星勳章（2022年7月15日於總統府頒授[15]）

## 選舉紀錄
| 年度 | 選舉屆數               | 選舉區               | 所屬政黨   | 得票數 | 得票率 | 當選標記 | 備註 |
| ---- | ---------------------- | -------------------- | ---------- | ------ | ------ | -------- | ---- |
| 2012 | 第八屆立法委員選舉     | 嘉義市立法委員選舉區 | 民主進步黨 | 72,343 | 48.82% |          |      |
| 2016 | 第九屆立法委員選舉     | 嘉義市立法委員選舉區 | 民主進步黨 | 73,965 | 53.95% |          |      |
| 2022 | 第十一屆嘉義市市長選舉 | 嘉義市               | 民主進步黨 | 32,790 | 34.95% |          |      |

## 外部連結
- 嘉義市立法委員李俊俋 | 李俊俋官方網站
- 李俊俋的Facebook專頁
- 李俊俋的Instagram帳戶
- 李俊俋的X（前Twitter）
- YouTube上的李俊俋頻道

| 中華民國政府職務 | 中華民國政府職務                                            | 中華民國政府職務      |
| ---------------- | ----------------------------------------------------------- | --------------------- |
| 總統府           |                                                             |                       |
| 前任： 施克和    | 中華民國總統府副秘書長 2020年2月10日—2022年7月17日          | 繼任： 黃重諺         |
| 監察院           |                                                             |                       |
| 前任： 朱富美    | 監察院秘書長 第十九任（第六屆） 2023年10月1日－2025年6月2日 | 繼任： 王增華（代理） |